# NGC 6683
NGC 6683 је расејано звездано јато у сазвежђу Штит које се налази на NGC листи објеката дубоког неба.
Деклинација објекта је - 6° 12' 45" а ректасцензија 18h 42m 12,7s. Привидна величина (магнитуда) објекта NGC 6683 износи 9,4. NGC 6683 је још познат и под ознакама OCL 74.